# Stefaniola anabasidis
Stefaniola anabasidis är en tvåvingeart som först beskrevs av Marikovskij 1961.  Stefaniola anabasidis ingår i släktet Stefaniola och familjen gallmyggor. Inga underarter finns listade i Catalogue of Life.